# Giovanni Battista Orsini (cardenal)
Giovanni Battista Orsini   (Roma, 1450 - Roma, 22 de febrer de 1503) fou un cardenal italià. Era fill de Lorenzo Orsini, senyor de Monte Rotondo, i de Clarice Orsini, germana del cardenal Latino Orsini. Pertanyia, doncs, a una de les famílies més prestigioses de Roma, els Orsini, que havien donat (i van donar en el futur) papes i cardenals a l'Església catòlica.

## Biografia
Poc se sap de la seva educació i infantesa excepte que la rellevant posició social de la seva família el va afavorir sens dubte en la seva carrera eclesiàstica, sent nomenat encara molt jove al càrrec de clergue de la cambra apostòlica, auditor de la Sacra Rota i canonge del capítol de la Basílica del Laterà.
En el consistori del 15 de novembre de 1483 va ser nomenat cardenal diaca pel papa Sixt IV, rebent el diaconat de Santa Maria in Domnica. Ja l'any 1484 participà en el conclave que elegí Innocenci VIII. Els Orsini eren hostils al papa Cybo, però Giovanni Battista va donar una prova de les seves qualitats com a pacificador, evitant una ruptura entre el papat i la seva família. A finals d'any va ser nomenat llegat papal per la Marca d'Ancona, i el 22 de gener de 1485 va obtenir el permís del pontífex per fortificar la regió per resistir els continus atacs dels turcs. Va tornar a Roma el 1486 per intentar conciliar el conflicte sorgit entre la família Orsini i el papa. A finals de 1488 va renunciar a la diacònia de Santa Maria in Domnica, optant per la de Santa Maria Nuova.
El 1490 va ser nomenat administrador apostòlic de l'arxidiòcesi de Tàrent, càrrec que va ocupar fins al 1498. El 3 d'agost de 1492 va tenir l'encàrrec de rebre a Roma el cardenal Maffeo Gherardi, patriarca de Venècia, i es va ocupar d'escoltar-lo a la sagristia de la basílica de Sant Pere on es reunia el Sagrat Col·legi dels Cardenals durant el període de vacances.
Durant el conclave de 1492 fou partidari de l'elecció de Roderic de Borja al tron papal. Borja esdevingué papa amb el nom d'Alexandre VI i aquest va donar a Orsini un palau romà, el castell de Soriano i el de Monticelli. Alexandre VI el va nomenar novament com a llegat de la Marca anconetana, càrrec que va ocupar fins al 1500, quan va ser nomenat llegat papal a Bolonya i administrador apostòlic del bisbat de Cartagena càrrec que va mantenir fins al març de l'any següent. Un mes abans havia abandonat el diaconat de Santa Maria Nuova, optant pel títol de Santi Giovanni e Paolo.
El 12 de març de 1493 Giovanni Battista Orsini va ser ordenat sacerdot a la seva església titular romana. Més tard es va abstenir de visitar el rei Carles VIII de França quan va entrar a Roma el 31 de desembre de 1494, preferint refugiar-se amb el papa al castell de Sant'Angelo el 7 de gener de 1495. Elegit camarlenc del Sagrat Col·legi dels Cardenals el 21 de gener de 1495, va estar absent de Roma uns dies el març de 1495 per després acompanyar el papa a Orvieto el 27 de maig de 1495 quan l'exèrcit francès s'acostava a Roma. Tots dos, juntament amb la resta de la cort papal, van tornar al Vaticà el 27 de juny següent. El setembre de 1498, va ser nomenat arxipreste de la basílica de Santa Maria la Major.
El setembre de 1499 va ser nomenat llegat papal del rei de França, Lluís XII, a Milà. La participació en una reunió de la família Orsini prop del llac Trasimeno, durant la qual es va discutir una conspiració contra Alexandre VI, sense resultats, li va valer l'ordre de detenció d'aquest últim, que el va fer empresonar primer a Tor di Nona i després, el 3 de gener de 1503, al castell de Sant'Angelo, on va morir d'enverinament vint dies després. El pontífex va ordenar a dos metges que elaboressin un document que certifica la mort per causes naturals i va organitzar un funeral solemne per al cardenal. Les seves despulles van ser enterrades a l'església de San Salvatore in Lauro.